# スケルツォ第2番 (ショパン)
スケルツォ第2番（スケルツォだいにばん）変ロ短調 作品31は、フレデリック・ショパンが1837年に作曲、同年出版されたピアノ独奏曲。作者のスケルツォ作品としてはもっとも有名で、明るく華麗でロマン的な転調と印象的なコーダなどで人気を集めている。献呈先はアデーレ・フュールステンシュタイン伯爵夫人。

## 構成
変ロ短調、複合三部形式。4分の3拍子。
曲最後まで支配する特徴的な動機が冒頭で提示される。高音のF音から下降する平行調の長調風の優雅な主題が現れる。右手が優美な旋律を奏で、左手は音域の広い（作者特有の）伴奏である。
中間部は遠隔調のイ長調。コラール風の静かな主題と五度音程の多い装飾音が基本になっている。嬰ハ短調の三連符を含んだ音形とホ長調の上昇する部分がたくみに転調され、上行下降をはさんで再度変形し、重厚さを加えながら繰り返されて盛りあがりを見せたあと主題部に戻る。コーダは主題の後半が変化し転調を繰り返しながら盛り上がり、最初の動機が変形して提示されながら左右のユニゾンの強打で終わり、最後に印象的な右手の高いFの装飾音符が加わる。
前作（第1番）のような不協和音は少なく、シューマンはバイロンの詩に例えられるロマン性を賞賛している。変ロ短調で開始するが、曲の大部分は変ニ長調の柔和なものになっており、変ニ長調で終止する。